# Semejança del mundo
La Semejança del mundo es un libro de geografía compuesto en 1222, el primero de ese género en castellano.
Las fuentes utilizadas son las Etimologías de San Isidoro de Sevilla y el Imago mundi de Honorius Inclusus, que vivió alrededor del año 1100, y se basa a su vez en la obra del polígrafo sevillano.
La concepción de la geografía de la Semejança del mundo procede de los geógrafos griegos a través de su interpretación por parte de los latinos y su revisión a partir de la visión del mundo ajustada a la Biblia, con lo que las observaciones originales fueron distorsionadas.
Ofrece esta obra, además de sus informaciones geográficas desde el punto de vista medieval, otros materiales, como lo son su inclusión de un lapidario (o tratado de las propiedades de las piedras) y descripciones de animales obtenidas a partir de los bestiarios de la época, llegando a dibujar un dantesco cuadro del infierno en uno de sus pasajes.
La visión enciclopédica y miscelánea de las obras medievales hace que este tratado geográfico contenga frecuentes digresiones a partir del asunto inicial, como lo serían el origen etimológico de los topónimos y otras correspondencias que el autor anónimo establece en la creencia de que toda obra escrita debía contener una suma cerrada de todo el conocimiento, en paralelo con una filosofía teocéntrica en la que todo saber era solo una pequeña parte de la global creación divina.

## Ediciones
- BULL, William Emerson (ed., intr. y notas), Semejança del mundo: a Spanish geography book of the thirteenth century, Thesis (M.A.) University of Wisconsin--Madison, 1936. OCLC 54856788. Reeditado en University of California Press, 1959.